# Абдул Хамід
Абдул Хамід (бенг. আব্দুল হামিদ; нар. 1 січня 1944, Дакка, Британська Індія, сучасний Бангладеш) — політичний та державний діяч Бангладеш, президент Бангладеш (2013—2023).

## Біографія
Абдул Хамід народився 1 січня 1944 року в Британській Індії, у головному місті Бенгалії, Даккі. У середні XX сторіччя Британська Індія здобула незалежність, а Східна Бенгалія залишилась у складі Пакистану. Ще навчаючись у вищому навчальному закладі, брав участь у боротьбі за незалежність Бангладеш. Був заарештований і відбував ув'язнення..

## Політична кар'єра
Після здобуття незалежності Бангладеш у 1971 році Абдул Хамід обирався до парламенту країни сім разів. Наприкінці ХХ сторіччя став одним із лідерів партії Авамі Ліг. З липня до жовтня 2001 року очолював парламент країни. Вдруге став спікером парламенту 25 січня 2009 року. Коли в середині березня 2013 року президент країни Зіллур Рахман через хворобу був надісланий до лікування у Сінгапур, Абдул Хамід став виконувати обов'язки президента країни.
Зіллур Рахман 20 березня 2013 року помер, і Абдул Хамід, відповідно до конституції країни, став виконувачем обов'язків президента Бангладеш. 22 квітня 2013 обраний президентом Бангладеш..